# Convolvulus bidentatus
Convolvulus bidentatus là một loài thực vật có hoa trong họ Bìm bìm. Loài này được Bernh. Apud Krauss mô tả khoa học đầu tiên.